# Estonian International 2014
Die Estonian International 2014 im Badminton fanden vom 9. bis 12. Januar 2014 in Tallinn statt.

## Sieger und Platzierte
| Disziplin    | Gold                               | Silber                                   | Bronze                           |
| ------------ | ---------------------------------- | ---------------------------------------- | -------------------------------- |
| Herreneinzel | Rasmus Fladberg                    | Valeriy Atrashchenkov                    | Steffen Rasmussen                |
| Herreneinzel | Rasmus Fladberg                    | Valeriy Atrashchenkov                    | Adrian Dziółko                   |
| Dameneinzel  | Evgeniya Kosetskaya                | Mariya Ulitina                           | Soraya de Visch Eijbergen        |
| Dameneinzel  | Evgeniya Kosetskaya                | Mariya Ulitina                           | Delphine Lansac                  |
| Herrendoppel | Nikita Khakimov Vasily Kuznetsov   | Laurent Constantin Matthieu Lo Ying Ping | Johannes Pistorius Marvin Seidel |
| Herrendoppel | Nikita Khakimov Vasily Kuznetsov   | Laurent Constantin Matthieu Lo Ying Ping | Ruben Jille Robin Tabeling       |
| Damendoppel  | Anastasia Chervyakova Nina Vislova | Myke Halkema Gayle Mahulette             | Yuliya Kazarinova Mariya Rud     |
| Damendoppel  | Anastasia Chervyakova Nina Vislova | Myke Halkema Gayle Mahulette             | Sarah Thomas Carissa Turner      |
| Mixed        | Vitaliy Durkin Nina Vislova        | Anatoliy Yartsev Evgeniya Kosetskaya     | Robin Tabeling Myke Halkema      |
| Mixed        | Vitaliy Durkin Nina Vislova        | Anatoliy Yartsev Evgeniya Kosetskaya     | Anton Kaisti Jenny Nyström       |

## Ergebnisse

### Herreneinzel Qualifikation
- Alexandre Hammer –  Jordan Corvée: 21-12 / 21-13
- Jaromír Janáček –  Viky Anindita: 19-21 / 21-16 / 21-19
- Joonas Korhonen –  Sam Dobson: 21-19 / 16-21 / 21-17
- Andy Tsai –  Laurynas Sparnauskis: 21-9 / 21-12
- Artem Pochtarev –  Henri Aarnio: 21-14 / 18-21 / 21-17
- Loic Mittelheisser –  Sten Raabis: 20-22 / 21-14 / 21-15
- Kalle Koljonen –  Denis Grachev: 21-19 / 21-14
- Mikk Järveoja –  Thomas Vallez: 11-21 / 21-19 / 21-16
- Mikael Westerbäck –  Ignas Reznikas: 21-6 / 21-13
- Christian Petterson –  Antoine Lodiot: 21-14 / 21-10
- Rainer Kaljumae –  Vladzislav Kushnir: 21-12 / 21-12
- Stepan Yaroslavtsev –  Antti Klutas: 21-8 / 21-7
- Andrey Parakhodin –  Michael Spencer-Smith: 21-11 / 21-12
- Gergely Krausz –  Dzmitry Saidakou: 21-4 / 21-10
- Adam Khan –  Heiko Zoober: 21-12 / 17-21 / 21-7
- Tony Murphy –  Anthony Chaye: 21-14 / 17-21 / 21-17
- Alan Plavin –  Ronan Gueguin: 22-20 / 21-9
- Adam Mendrek –  Iikka Heino: 21-18 / 21-17
- Justin Teeuwen –  Ronald Üprus: 21-15 / 21-11
- Sam Parsons –  Edgaras Slušnys: 21-12 / 21-12
- Mika Kongas –  Kazimieras Dauskurtas: 11-21 / 21-7 / 21-18
- Sergey Sirant –  Mark Caljouw: 19-21 / 23-21 / 21-19
- Lars Schänzler –  Julien Maio: 21-12 / 23-21
- Tony Stephenson –  Andriy Zinukhov: 21-13 / 21-18
- Matej Hliničan –  Petri Hautala: 21-14 / 21-15
- Maxim Romanov –  Ellen Frederika Setiawan: 21-12 / 21-10
- Povilas Bartušis –  Mihkel Talts: 21-7 / 21-15
- Maciej Poulakowski –  Daniel Ojaaar: 16-21 / 21-16 / 21-14
- Nikolai Ukk –  Mihkel Laanes: 21-13 / 21-18
- Mateusz Dubowski –  Sergiy Garist: 24-22 / 14-21 / 21-8
- Fabian Roth –  Tautvydas Liorancas: 21-8 / 21-9
- Tanguy Citron –  Georgios Charalambidis: 21-17 / 21-12
- Alexandre Hammer –  Jaromír Janáček: 21-23 / 21-14 / 21-13
- Joonas Korhonen –  Andy Tsai: 21-11 / 21-11
- Artem Pochtarev –  Loic Mittelheisser: 21-11 / 21-15
- Kalle Koljonen –  Mikk Järveoja: 21-15 / 21-12
- Mikael Westerbäck –  Christian Petterson: 21-9 / 21-9
- Stepan Yaroslavtsev –  Rainer Kaljumae: 12-21 / 21-13 / 21-17
- Andrey Parakhodin –  Gergely Krausz: 21-18 / 22-20
- Adam Khan –  Tony Murphy: 21-15 / 21-16
- Adam Mendrek –  Alan Plavin: 21-9 / 21-18
- Justin Teeuwen –  Sam Parsons: 21-16 / 21-17
- Sergey Sirant –  Mika Kongas: 21-16 / 21-19
- Lars Schänzler –  Tony Stephenson: 19-21 / 21-14 / 21-19
- Matej Hliničan –  Maxim Romanov: 10-21 / 21-18 / 21-12
- Povilas Bartušis –  Maciej Poulakowski: 21-13 / 17-21 / 21-10
- Nikolai Ukk –  Mateusz Dubowski: 21-23 / 21-14 / 21-11
- Fabian Roth –  Tanguy Citron: 21-11 / 14-21 / 21-13
- Joonas Korhonen –  Alexandre Hammer: 21-16 / 21-19
- Kalle Koljonen –  Artem Pochtarev: 25-23 / 11-21 / 21-16
- Stepan Yaroslavtsev –  Mikael Westerbäck: 21-18 / 11-21 / 21-19
- Adam Khan –  Andrey Parakhodin: 16-21 / 21-17 / 21-15
- Justin Teeuwen –  Adam Mendrek: 14-21 / 22-20 / 21-13
- Sergey Sirant –  Lars Schänzler: 21-14 / 14-21 / 21-17
- Povilas Bartušis –  Matej Hliničan: 10-21 / 21-7 / 21-15
- Fabian Roth –  Nikolai Ukk: 19-21 / 21-19 / 21-16

### Herreneinzel
- Ville Lång –  Joonas Korhonen: 22-20 / 21-18
- Steffen Rasmussen  –  Kasper Lehikoinen: 21-18 / 21-16
- Matthieu Lo Ying Ping –  Anatoliy Yartsev: 21-15 / 22-20
- Daniel Font –  Michael Fowke: 21-11 / 21-12
- Jan Fröhlich –  Adam Khan: 21-15 / 21-12
- Sergey Sirant –  Povilas Bartušis: 21-17 / 18-21 / 21-12
- Valeriy Atrashchenkov –  Vincent De Vries: 21-19 / 21-10
- Anton Ivanov –  Justin Teeuwen: 13-21 / 21-15 / 21-15
- Richard Domke –  Kalle Koljonen: 21-18 / 21-13
- Rasmus Fladberg –  Marius Myhre: 21-15 / 24-22
- Fabian Roth –  Yoann Turlan: 21-16 / 21-10
- Raul Must –  Stepan Yaroslavtsev: 21-12 / 21-13
- Nikita Khakimov –  Rhys Walker: 16-21 / 21-18 / 21-19
- Adrian Dziółko –  Anton Kaisti: 21-14 / 21-15
- Nick Fransman –  Pavel Florián: 21-15 / 15-21 / 21-17
- Eetu Heino –  Kyrylo Leonov: 21-19 / 21-16
- Steffen Rasmussen  –  Ville Lång: 21-16 / 21-10
- Matthieu Lo Ying Ping –  Daniel Font: 21-9 / 23-21
- Jan Fröhlich –  Sergey Sirant: 21-17 / 21-14
- Valeriy Atrashchenkov –  Anton Ivanov: 15-21 / 21-12 / 21-19
- Rasmus Fladberg –  Richard Domke: 21-12 / 19-21 / 21-14
- Raul Must –  Fabian Roth: 21-13 / 21-11
- Adrian Dziółko –  Nikita Khakimov: 21-15 / 21-18
- Eetu Heino –  Nick Fransman: 21-18 / 21-19
- Rasmus Fladberg –  Raul Must: 21-17 / 21-14
- Adrian Dziółko –  Eetu Heino: 18-21 / 27-25 / 21-15
- Steffen Rasmussen  –  Matthieu Lo Ying Ping: 21-17 / 21-8
- Valeriy Atrashchenkov –  Jan Fröhlich: 21-15 / 21-11
- Valeriy Atrashchenkov –  Steffen Rasmussen: 21-17 / 21-12
- Rasmus Fladberg –  Adrian Dziółko: 21-13 / 21-12
- Rasmus Fladberg –  Valeriy Atrashchenkov: 21-14 / 21-14

### Dameneinzel Qualifikation
- Martina Repiská –  Aneta Wojtkowska: 23-21 / 21-17
- Alannah Stephenson –  Riikka Sinkko: 21-12 / 18-21 / 21-8
- Annmarie Oksa –  Maria Dmitrieva: 21-12 / 14-21 / 23-21
- Behnaz Pirzamanbein –  Rebekka Findlay: 21-17 / 21-11
- Kristīne Šefere –  Daniella Gonda: 21-11 / 7-21 / 21-17
- Luise Heim –  Gabija Narvilaite: 21-10 / 21-8
- Alida Chen –  Anna Paavola: 21-17 / 21-15
- Kati-Kreet Marran –  Gabriele Janusonyte: 21-12 / 21-14
- Amanda Andern –  Ieva Pope: 14-21 / 22-20 / 21-16
- Kristin Kuuba –  Karoliina Latola: 21-11 / 20-22 / 21-10
- Anna Narel –  Hanna Karkaus: 21-14 / 21-18
- Clara Nistad –  Yulia Kazarinova: 21-10 / 13-21 / 21-17
- Jekaterina Romanova –  Rebeka Alekseviciute: 21-10 / 21-11
- Anastasiya Cherniavskaya –  Tuuli Härkönen: 21-17 / 21-14
- Elisabeth Baldauf –  Helina Rüütel: 21-11 / 21-16
- Sale-Liis Teesalu –  Anna Astrakhantseva: 21-19 / 22-20
- Martina Repiská –  Alannah Stephenson: 15-21 / 21-16 / 21-15
- Behnaz Pirzamanbein –  Annmarie Oksa: 21-16 / 19-21 / 21-15
- Luise Heim –  Kristīne Šefere: 11-21 / 21-8 / 21-10
- Alida Chen –  Kati-Kreet Marran: 24-22 / 21-18
- Kristin Kuuba –  Amanda Andern: 21-13 / 21-19
- Anna Narel –  Clara Nistad: 21-14 / 21-11
- Jekaterina Romanova –  Anastasiya Cherniavskaya: 16-21 / 21-11 / 21-12
- Elisabeth Baldauf –  Sale-Liis Teesalu: 21-19 / 21-17

### Dameneinzel
- Line Kjærsfeldt –  Jekaterina Romanova: 21-8 / 21-9
- Laura Sárosi –  Carissa Turner: 21-12 / 21-15
- Soraya de Visch Eijbergen –  Karoliine Hõim: 21-17 / 21-9
- Martina Repiská –  Kate Foo Kune: 18-21 / 21-17 / 21-19
- Mariya Ulitina –  Lucie Černá: 21-15 / 15-21 / 21-19
- Akvilė Stapušaitytė –  Behnaz Pirzamanbein: 21-12 / 21-13
- Anastasiia Akchurina –  Anna Narel: 21-17 / 21-15
- Alida Chen –  Kristin Kuuba: 19-21 / 21-14 / 21-9
- Anne Hald –  Sonja Pekkola: 21-11 / 17-21 / 21-10
- Victoria Slobodyanyuk –  Elisabeth Baldauf: 21-10 / 21-23 / 21-10
- Delphine Lansac –  Alesia Zaitsava: 22-20 / 21-18
- Nicole Schaller –  Aimee Moran: 21-8 / 21-14
- Evgeniya Kosetskaya –  Laura Vana: 21-7 / 21-7
- Fontaine Wright –  Anastasia Kharlampovich: 21-19 / 21-11
- Viktoriia Vorobeva –  Luise Heim: 21-18 / 8-21 / 21-14
- Gayle Mahulette –  Olga Arkhangelskaya: 21-17 / 21-13
- Line Kjærsfeldt –  Laura Sárosi: 21-17 / 10-21 / 21-16
- Soraya de Visch Eijbergen –  Martina Repiská: 21-10 / 21-7
- Mariya Ulitina –  Akvilė Stapušaitytė: 21-16 / 21-9
- Anastasiia Akchurina –  Alida Chen: 21-17 / 21-9
- Anne Hald –  Victoria Slobodyanyuk: 21-15 / 21-14
- Delphine Lansac –  Nicole Schaller: 13-21 / 11-10 Ret.
- Evgeniya Kosetskaya –  Fontaine Wright: 21-17 / 21-19
- Gayle Mahulette –  Viktoriia Vorobeva: 17-21 / 21-11 / 21-17
- Soraya de Visch Eijbergen –  Line Kjærsfeldt: 14-21 / 21-19 / 21-14
- Evgeniya Kosetskaya –  Gayle Mahulette: 18-21 / 21-11 / 21-16
- Mariya Ulitina –  Anastasiia Akchurina: 21-13 / 21-10
- Delphine Lansac –  Anne Hald: 21-16 / 14-21 / 20-17 Ret.
- Mariya Ulitina –  Soraya de Visch Eijbergen: 21-16 / 22-20
- Evgeniya Kosetskaya –  Delphine Lansac: 16-21 / 21-9 / 21-14
- Evgeniya Kosetskaya –  Mariya Ulitina: 21-16 / 23-21

### Herrendoppel Qualifikation
- Kazimieras Dauskurtas /  Ignas Reznikas –  Sander Merits /  Heiko Zoober: 16-21 / 21-15 / 21-15
- Wirawan Ihsan Adam /  Ellen Frederika Setiawan –  Ronan Gueguin /  Alexandre Hammer: 21-15 / 21-16
- Tautvydas Liorancas /  Laurynas Sparnauskis –  Sten Raabis /  Einar Veede: 24-22 / 22-24 / 21-16
- Karl Kivinurm /  Vahur Lukin –  Daniel Ojaaar /  Christian Petterson: 1-0 Ret.
- Mihkel Laanes /  Mario Saunpere –  Donatas Narvilas /  Edgaras Slušnys: 19-21 / 21-17 / 21-19
- Mika Koskenneva /  Jesper von Hertzen –  Sander Sauk /  Mihkel Talts: 13-21 / 21-13 / 21-19
- Wirawan Ihsan Adam /  Ellen Frederika Setiawan –  Tautvydas Liorancas /  Laurynas Sparnauskis: 21-17 / 21-14
- Karl Kivinurm /  Vahur Lukin –  Jonas Kacerauskas /  Renaldas Sileris: 21-15 / 21-16
- Mika Koskenneva /  Jesper von Hertzen –  Mihkel Laanes /  Mario Saunpere: 21-10 / 21-11

### Herrendoppel
- Nikita Khakimov /  Vasily Kuznetsov –  Mika Kongas /  Marko Pyykonen: 21-15 / 21-10
- Jordan Corvée /  Antoine Lodiot –  Kazimieras Dauskurtas /  Ignas Reznikas: 21-12 / 21-14
- Miłosz Bochat /  Paweł Pietryja –  Sergey Don /  Maxim Romanov: 20-22 / 23-21 / 22-20
- Oskari Larkimo /  Lauri Nuorteva –  Mika Koskenneva /  Jesper von Hertzen: 21-18 / 21-15
- Tanguy Citron /  Thomas Vallez –  Tony Murphy /  Tony Stephenson: 21-19 / 21-18
- Johannes Pistorius /  Marvin Seidel –  Mark Caljouw /  Justin Teeuwen: 21-16 / 21-18
- Sergiy Garist /  Kyrylo Leonov –  Rodion Kargaev /  Anatoliy Yartsev: 21-17 / 21-18
- Mykola Martynenko /  Artem Pochtarev –  Vanmael Heriau /  Loic Mittelheisser: 11-21 / 21-13 / 21-12
- Ruben Jille /  Robin Tabeling –  Povilas Bartušis /  Alan Plavin: 18-21 / 21-10 / 21-8
- Valeriy Atrashchenkov /  Gennadiy Natarov –  Kristjan Kaljurand /  Raul Käsner: 21-11 / 21-17
- Mateusz Dubowski /  Adrian Dziółko –  Karl Kivinurm /  Vahur Lukin: 21-13 / 21-9
- Joe Morgan /  Nic Strange –  Henri Aarnio /  Joonas Korhonen: 15-21 / 21-13 / 21-15
- Ciaran Chambers /  Ryan Stewart –  Vladzislav Kushnir /  Dzmitry Saidakou: 21-14 / 22-20
- Andrey Parakhodin /  Nikolai Ukk –  Wirawan Ihsan Adam /  Ellen Frederika Setiawan: 22-20 / 16-21 / 21-19
- Viki Indra Okvana /  Florent Riancho –  Nathan Laemmel /  Julien Maio: 21-15 / 21-13
- Laurent Constantin /  Matthieu Lo Ying Ping –  Pavel Florián /  Jaromír Janáček: 21-12 / 17-21 / 21-19
- Nikita Khakimov /  Vasily Kuznetsov –  Jordan Corvée /  Antoine Lodiot: 21-13 / 21-7
- Miłosz Bochat /  Paweł Pietryja –  Oskari Larkimo /  Lauri Nuorteva: 21-10 / 11-21 / 21-15
- Johannes Pistorius /  Marvin Seidel –  Tanguy Citron /  Thomas Vallez: 22-20 / 21-14
- Mykola Martynenko /  Artem Pochtarev –  Sergiy Garist /  Kyrylo Leonov: 23-25 / 21-17 / 21-14
- Ruben Jille /  Robin Tabeling –  Valeriy Atrashchenkov /  Gennadiy Natarov: 12-21 / 21-16 / 21-19
- Joe Morgan /  Nic Strange –  Mateusz Dubowski /  Adrian Dziółko: 21-19 / 21-17
- Andrey Parakhodin /  Nikolai Ukk –  Ciaran Chambers /  Ryan Stewart: 20-22 / 21-5 / 21-12
- Laurent Constantin /  Matthieu Lo Ying Ping –  Viki Indra Okvana /  Florent Riancho: 21-12 / 21-9
- Johannes Pistorius /  Marvin Seidel –  Mykola Martynenko /  Artem Pochtarev: 18-21 / 21-18 / 25-23
- Laurent Constantin /  Matthieu Lo Ying Ping –  Andrey Parakhodin /  Nikolai Ukk: 15-21 / 21-8 / 21-11
- Nikita Khakimov /  Vasily Kuznetsov –  Miłosz Bochat /  Paweł Pietryja: 23-21 / 25-23
- Ruben Jille /  Robin Tabeling –  Joe Morgan /  Nic Strange: 21-19 / 17-21 / 21-15
- Nikita Khakimov /  Vasily Kuznetsov –  Johannes Pistorius /  Marvin Seidel: 18-21 / 21-19 / 21-18
- Laurent Constantin /  Matthieu Lo Ying Ping –  Ruben Jille /  Robin Tabeling: 21-16 / 21-10
- Nikita Khakimov /  Vasily Kuznetsov –  Laurent Constantin /  Matthieu Lo Ying Ping: 14-21 / 21-13 / 21-19

### Damendoppel
- Magdalena Witek /  Aneta Wojtkowska –  Rebeka Alekseviciute /  Gabija Narvilaite: 21-15 / 21-15
- Yulia Kazarinova /  Mariya Rud –  Elisabeth Baldauf /  Belinda Heber: 21-11 / 21-5
- Riikka Sinkko /  Noora Virta –  Helen Kaarjärv /  Kertu Margus: 22-24 / 21-16 / 21-9
- Stacey Guerin /  Delphine Lansac –  Keady Smith /  Alannah Stephenson: 21-19 / 21-13
- Linda Efler /  Jennifer Karnott –  Mathilda Lindholm /  Jenny Nyström: 12-21 / 21-13 / 21-14
- Rebekka Findlay /  Caitlin Pringle –  Tuuli Härkönen /  Anna Paavola: 21-15 / 21-11
- Kristin Kuuba /  Helina Rüütel –  Hanna Karkaus /  Annmarie Oksa: 21-17 / 21-12
- Anastasiia Akchurina /  Nina Vislova –  Caroline Black /  Sinead Chambers: 21-12 / 21-6
- Amanda Andern /  Clara Nistad –  Magdalena Witek /  Aneta Wojtkowska: 21-17 / 16-21 / 21-14
- Yulia Kazarinova /  Mariya Rud –  Alida Chen /  Soraya de Visch Eijbergen: 22-20 / 21-19
- Kati-Kreet Marran /  Sale-Liis Teesalu –  Riikka Sinkko /  Noora Virta: 18-21 / 21-18 / 21-19
- Myke Halkema /  Gayle Mahulette –  Stacey Guerin /  Delphine Lansac: 22-24 / 23-21 / 21-19
- Linda Efler /  Jennifer Karnott –  Olga Arkhangelskaya /  Viktoriia Vorobeva: 9-21 / 21-19 / 21-17
- Rebekka Findlay /  Caitlin Pringle –  Ieva Pope /  Kristīne Šefere: 21-18 / 21-19
- Sarah Thomas /  Carissa Turner –  Kristin Kuuba /  Helina Rüütel: 21-18 / 21-14
- Yulia Kazarinova /  Mariya Rud –  Kati-Kreet Marran /  Sale-Liis Teesalu: 21-13 / 21-10
- Myke Halkema /  Gayle Mahulette –  Linda Efler /  Jennifer Karnott: 17-21 / 21-12 / 21-19
- Sarah Thomas /  Carissa Turner –  Rebekka Findlay /  Caitlin Pringle: 21-14 / 21-10
- Anastasiia Akchurina /  Nina Vislova –  Amanda Andern /  Clara Nistad: 21-13 / 21-10
- Myke Halkema /  Gayle Mahulette –  Sarah Thomas /  Carissa Turner: 21-18 / 21-17
- Anastasiia Akchurina /  Nina Vislova –  Yulia Kazarinova /  Mariya Rud: w.o.
- Anastasiia Akchurina /  Nina Vislova –  Myke Halkema /  Gayle Mahulette: 21-9 / 21-12

### Mixed Qualifikation
- Miłosz Bochat /  Magdalena Witek –  Vanmael Heriau /  Stacey Guerin: 21-13 / 21-15
- Albert Sjostrom /  Alexandra Derle –  Dzmitry Saidakou /  Anastasiya Cherniavskaya: 21-14 / 19-21 / 21-16
- Petri Hautala /  Sonja Pekkola –  Mikk Järveoja /  Helina Rüütel: 21-13 / 18-21 / 21-13
- Paweł Pietryja /  Aneta Wojtkowska –  Mihkel Laanes /  Kristin Kuuba: 21-14 / 21-10
- Georgios Charalambidis /  Anne Hald –  Johannes Pistorius /  Linda Efler: 21-11 / 15-21 / 21-19
- Rainer Kaljumae /  Sale-Liis Teesalu –  Renaldas Sileris /  Gabriele Janusonyte: 21-17 / 21-19
- Albert Sjostrom /  Alexandra Derle –  Petri Hautala /  Sonja Pekkola: 21-16 / 21-15
- Paweł Pietryja /  Aneta Wojtkowska –  Georgios Charalambidis /  Anne Hald: 21-9 / 21-12

### Mixed
- Vitaliy Durkin /  Nina Vislova –  Jordan Corvée /  Kati-Kreet Marran: 21-12 / 21-10
- Daniel Font /  Sarah Thomas –  Miłosz Bochat /  Magdalena Witek: 21-18 / 22-20
- Mykola Martynenko /  Mariya Rud –  Vasily Kuznetsov /  Viktoriia Vorobeva: 16-21 / 21-18 / 21-10
- Jesper von Hertzen /  Annmarie Oksa –  Kasper Lehikoinen /  Fontaine Wright: 21-16 / 18-21 / 21-11
- Gennadiy Natarov /  Yulia Kazarinova –  Ciaran Chambers /  Sinead Chambers: 23-21 / 21-14
- Jaromír Janáček /  Lucie Černá –  Vahur Lukin /  Melissa Mazurtsak: 21-10 / 21-10
- Robin Tabeling /  Myke Halkema –  Rodion Kargaev /  Anastasiia Akchurina: 21-14 / 21-19
- Ryan Stewart /  Keady Smith –  Mika Koskenneva /  Noora Virta: 21-19 / 16-21 / 29-27
- Christian Petterson /  Amanda Andern –  Rainer Kaljumae /  Sale-Liis Teesalu: 21-17 / 14-21 / 21-17
- Anatoliy Yartsev /  Evgeniya Kosetskaya –  Marvin Seidel /  Jennifer Karnott: 21-9 / 20-22 / 21-18
- Florent Riancho /  Kate Foo Kune –  Albert Sjostrom /  Alexandra Derle: 19-21 / 21-17 / 21-14
- Laurent Constantin /  Laura Choinet –  Matej Hliničan /  Martina Repiská: 21-13 / 21-14
- Marko Pyykonen /  Mathilda Lindholm –  Kristjan Kaljurand /  Laura Kaljurand: 21-7 / 21-11
- Anton Kaisti /  Jenny Nyström –  Ruben Jille /  Alida Chen: 21-12 / 21-17
- Sergey Sirant /  Maria Dmitrieva –  Gergely Krausz /  Laura Sárosi: 21-16 / 8-21 / 21-19
- Paweł Pietryja /  Aneta Wojtkowska –  Kyrylo Leonov /  Mariya Ulitina: 22-20 / 21-13
- Vitaliy Durkin /  Nina Vislova –  Daniel Font /  Sarah Thomas: 21-9 / 21-14
- Mykola Martynenko /  Mariya Rud –  Jesper von Hertzen /  Annmarie Oksa: 18-21 / 21-10 / 21-11
- Gennadiy Natarov /  Yulia Kazarinova –  Jaromír Janáček /  Lucie Černá: 21-14 / 21-6
- Robin Tabeling /  Myke Halkema –  Ryan Stewart /  Keady Smith: 21-10 / 21-14
- Anatoliy Yartsev /  Evgeniya Kosetskaya –  Christian Petterson /  Amanda Andern: 21-10 / 21-15
- Laurent Constantin /  Laura Choinet –  Florent Riancho /  Kate Foo Kune: 21-16 / 21-12
- Anton Kaisti /  Jenny Nyström –  Marko Pyykonen /  Mathilda Lindholm: 21-14 / 21-17
- Paweł Pietryja /  Aneta Wojtkowska –  Sergey Sirant /  Maria Dmitrieva: 21-13 / 21-15
- Vitaliy Durkin /  Nina Vislova –  Mykola Martynenko /  Mariya Rud: 21-9 / 21-16
- Robin Tabeling /  Myke Halkema –  Gennadiy Natarov /  Yulia Kazarinova: 23-21 / 11-6 Ret.
- Anatoliy Yartsev /  Evgeniya Kosetskaya –  Laurent Constantin /  Laura Choinet: 21-17 / 21-13
- Anton Kaisti /  Jenny Nyström –  Paweł Pietryja /  Aneta Wojtkowska: 21-16 / 21-16
- Vitaliy Durkin /  Nina Vislova –  Robin Tabeling /  Myke Halkema: 21-10 / 21-17
- Anatoliy Yartsev /  Evgeniya Kosetskaya –  Anton Kaisti /  Jenny Nyström: 21-18 / 21-14
- Vitaliy Durkin /  Nina Vislova –  Anatoliy Yartsev /  Evgeniya Kosetskaya: 24-22 / 14-21 / 21-16